# Cyclopogon peruvianus
Cyclopogon peruvianus là một loài thực vật có hoa trong họ Lan. Loài này được (C.Presl) Schltr. mô tả khoa học đầu tiên năm 1920.